# Épisode 2 (Twin Peaks)
Pour les articles homonymes, voir Épisode 2.
L'épisode 3 de Twin Peaks, également intitulé Zen, or the Skill to Catch a Killer (en français : Comment attraper un tueur), est le troisième épisode de la saison 1 de la série créée par Mark Frost et David Lynch. 
D'une durée de 48 minutes, cet épisode est diffusé pour la première fois sur la chaîne ABC le 19 avril 1990 et reçoit les louanges des critiques. Il devient l'un des épisodes les plus connus de la série, étant parodié à de nombreuses reprises, notamment à cause de sa scène de fin dans la Black Lodge (Loge Noire), qui constitue la première apparition du lieu.

## Synopsis
Alors que la famille Horne est en train de dîner au Great Northern Hotel, Jerry (David Patrick Kelly), frère de Ben (Richard Beymer) et oncle d'Audrey (Sherilyn Fenn), revient de voyage et propose à son frère des baguettes de pain. Une fois seuls, les deux frères prévoient de visiter le One Eyed Jacks, un casino se trouvant au Canada et qui appartient à Ben.
Dale Cooper (Kyle MacLachlan) reçoit un appel de Hawk (Michael Horse), signalant la présence d'un manchot rôdant à l'hôpital où se trouve Ronnette Pulaski, la jeune fille présente lors de la mort de Laura Palmer (Sheryl Lee).
Afin d'avancer dans son enquête, Cooper décide d'utiliser une méthode originale inspirée des traditions tibétaines dont il est un adepte. Une bouteille est placée à plusieurs mètres de lui et après qu'un nom ait été mentionné, Cooper lance une pierre dessus et si elle se brise cela indiquera l'identité du suspect numéro un.  Avec l'aide de l'équipe du shérif Harry S. Truman (Michael Ontkean), Cooper réalise cette méthode et la bouteille finit par se briser à cause du lancer succédant la mention du nom de Leo Johnson (Eric DaRe), le routier violent et mystérieux. À leur retour au commissariat, ils sont rejoints par Albert Rosenfield (Miguel Ferrer), collègue de Cooper au FBI et légiste spécialisé dans les autopsie. Le franc parler et les critiques incessantes de ce dernier créent déjà des tensions avec le shérif Truman. 
Le soir même, Donna Hayward (Lara Flynn Boyle), la meilleure amie de Laura et James Hurley (James Marshall), le petit ami secret de la défunte, s'avouent mutuellement leur amour caché. 
Alors que Cooper s'endort dans sa chambre au Great Northern Hotel, il voit dans ses rêves un manchot qui se présente sous le nom de MIKE (Al Strobel), lui parlant de meurtre, de son bras coupé, mais également de son ancien camarade, BOB (Frank Silva), qui est un homme effrayant aux cheveux longs et sales. Ce dernier lui fait la promesse qu'il tuera à nouveau à l'aide de son « sac de la mort ». L'agent du FBI se retrouve ensuite dans une salle silencieuse aux rideaux rouges. Face à lui se tient un nain vêtu de rouge (Michael J. Anderson) et parlant d'une voix saccadée. Laura Palmer fait alors son entrée dans la pièce et le nain la présente à Cooper comme étant sa cousine tout en faisant remarquer qu'elle ressemble à Laura Palmer. Dale demande à la jeune fille si elle est bien la lycéenne de Twin Peaks mais elle lui répond que lorsqu'elle a l'impression d'être Palmer, ses bras lui font mal. Le nain explique ensuite que de là d'où ils viennent, les oiseaux chantent de belles chansons et qu'il y a toujours de la musique dans l'air. Alors qu'un air entraînant se fait entendre, l'être mystique se met alors à danser seul dans la pièce. Laura s'approche alors de Cooper et l'embrasse avant de lui chuchoter quelque chose à l'oreille. L'agent spécial se réveille alors en sursaut et téléphone à Harry Truman en lui annonçant qu'il connaît l'identité du tueur.

## Production
Comme c'est le cas pour les deux épisodes qui le précèdent, Zen, or the Skill to Catch a Killer est scénarisé par Mark Frost et David Lynch, le duo créateur de la série. Il s'agit également du deuxième épisode réalisé par Lynch, après le pilote. 
L'épisode est le premier à introduire le personnage de l'Homme venu d'un autre endroit, interprété par Michael J. Anderson, reconnaissable par sa petite taille, mais également par sa façon de parler. Anderson récite en fait son texte à l'envers, texte qui est ensuite arrangé par le montage sonore, lui donnant ainsi une diction onirique. David Lynch comptait d'ailleurs utiliser cette manière de s'exprimer pour son premier film, Eraserhead (1977).

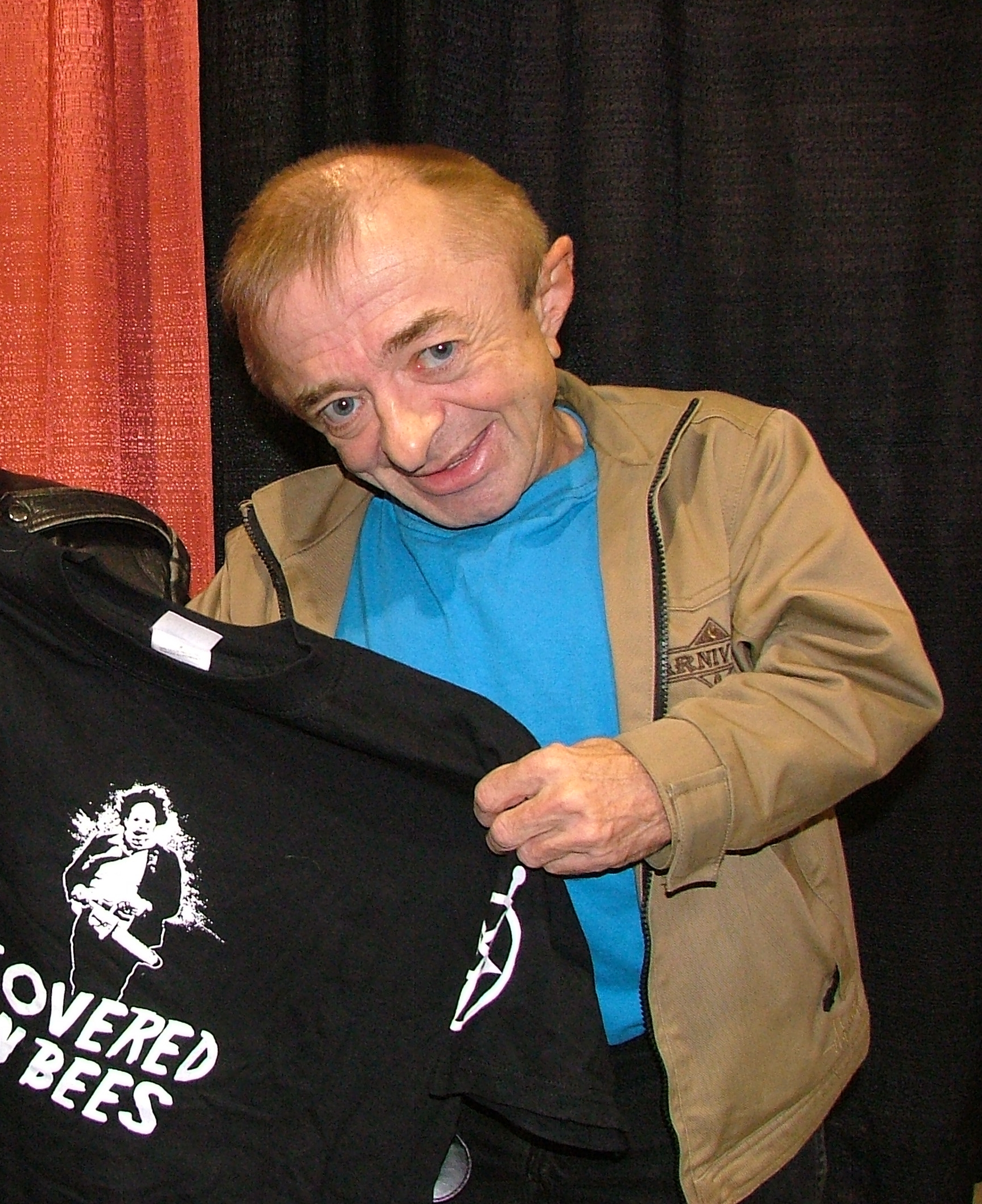
Michael J. Anderson, interprète de l'Homme venu d'un autre endroit, apparaît pour la première fois dans cet épisode.

Cet épisode contient également plusieurs scènes cultes de la série, que ce soit la scène finale dans la Loge Noire ou encore la danse d'Audrey Horne. Alors qu'elle discute avec Donna Hayward au Double R Dinner, Audrey se met soudainement à danser seule au milieu du restaurant sur le rythme d'une musique étrange. Cette scène sera d'ailleurs reprise 25 ans plus tard dans le 16e épisode de la troisième saison. La Loge Noire, quant à elle, est créée par Lynch en ayant pour but de donner une fin au pilote au cas où Twin Peaks ne serait pas un succès. Cependant, cela n'a pas été le cas et le réalisateur a décidé de garder la scène et de la placer en conclusion de cet épisode 3. Lynch prétend que l'idée de cette Loge lui est venue alors qu'il était accoudé à une voiture chaude, par forte chaleur.

## Accueil

### Critiques
Le troisième épisode de Twin Peaks parvient à rassembler 12,1 millions de spectateurs au soir du 19 avril 1990, date de sa diffusion originale sur ABC. Si cela représente environ 21 % de parts de marché, le nombre de spectateurs est clairement en baisse par rapport au pilote (34,6 millions) et au deuxième épisode (23,2 millions). 
Cependant, il reçoit de très bonnes critiques, étant régulièrement cité comme étant l'un des meilleurs épisodes de la série,. Keith Phipps du A.V. Club a noté l'épisode d'un A, tout en déclarant qu'il s'agissait « d'un des épisodes de télévision les plus particuliers jamais diffusés », tout en qualifiant le passage de la Loge Noire comme étant « l'une des scènes les plus inquiétantes que Lynch n'ait jamais réalisé », son camarade Noel Murray d'ajouter qu'il s'agissait sans doute du « moment clé qui allait signer l’entièreté de Twin Peaks »,. Cet épisode marque clairement le pas dans la direction prise par la série, qui se veut de plus en plus onirique, et ce par le personnage de Dale Cooper, qui se fie désormais à ses intuitions, ses rêves et ses visions,.

### Distinctions
Zen, or the Skill to Catch a Killer est inclus dans la nomination de Twin Peaks pour la catégorie meilleure série dramatique lors de la 42e cérémonie des Primetime Emmy Awards et est nommé dans la catégorie de la meilleure composition musicale, Angelo Badalamenti ayant composé des morceaux mémorables, tels que Audrey's Dance, ou encore Dance of the Dream Man. 
| Prix             | Catégorie                      | Nommé               | Résultat   |
| ---------------- | ------------------------------ | ------------------- | ---------- |
| Emmy Awards 1990 | Meilleure série dramatique     | Twin Peaks (inclus) | Nomination |
| Emmy Awards 1990 | Meilleure composition musicale | Angelo Badalamenti  | Nomination |

### Héritage
L'épisode et sa scène finale dans la Loge Noire ont été parodié à de multiples reprises, la plus connue d'entre elles étant dans l'épisode Qui a tiré sur M. Burns ?, double épisode de la série d'animation Les Simpsons, dans lequel le personnage de Lisa Simpson apparaît en rêve au chef Wiggum dans la Loge Noire, s'exprimant comme l'Homme venu d'un autre endroit et lui donnant des indices pour résoudre son enquête,.